# Gérôme Guibert
 (février 2025).
Motif : Où sont les sources secondaires centrées parues dans des médias d'importance nationale et espacées de deux ans habituellement demandées ?
- Archive Wikiwix
- Bing
- Cairn
- DuckDuckGo
- E. Universalis
- Gallica
- Google
- G. Books
- G. News
- G. Scholar
- Persée
- Qwant
- (zh) Baidu
- (ru) Yandex
- (wd) trouver des œuvres sur Wikidata

| 1. | Préciser le motif de la pose du bandeau. | Précisez le motif de la pose du bandeau en utilisant la syntaxe suivante : {{admissibilité à vérifier\|date=août 2025\|motif=remplacez ce texte par le motif}}                      |
| 2. | Informer les utilisateurs concernés.     | Pensez à avertir le créateur de l'article, par exemple, en insérant le code ci-dessous sur sa page de discussion : {{subst:avertissement admissibilité à vérifier\|Gérôme Guibert}} |

 (janvier 2025).
Il peut être nécessaire de l'améliorer pour respecter le principe de neutralité de point de vue. Veuillez consulter la page de discussion pour plus de détails.

 (juin 2025).
Gérôme Guibert (né en 1970) est un sociologue français, actuellement professeur à l'université Sorbonne-Nouvelle (Paris). Spécialiste de l'étude des musiques populaires, son approche articule sociologie de la culture et sociologie économique. Il est l'un des cofondateurs des Éditions Mélanie Seteun et de Volume ! la revue des musiques populaires, et a à ce titre joué un rôle clé dans le développement de ce champ de recherches en France.

## Carrière

### Études
Après une maîtrise d'économie appliquée, une maîtrise de sociologie et un diplôme d'études approfondies de sciences sociales, il obtient sous la direction de Joëlle Deniot un doctorat de sociologie à l'université de Nantes (intitulé Scènes locales, scène globale. Contribution à une sociologie économique des producteurs de musiques amplifiées en France, 2004).
Il termine sa formation par un contrat post-doctoral dans un programme de recherche pluridisciplinaire (sociologie, économie, gestion) en économie solidaire à l'université de Nantes (2007). Il soutient son habilitation à diriger des recherches en 2021 au Centre de recherche sur les liens sociaux (garant : Olivier Thévenin).

### Rapports pour le secteur musical
Entre 1997 et 2009, il est sociologue indépendant chargé d'études dans le domaine culturel ; il travaille notamment pour des fédérations d'acteurs professionnels dans le secteur musical (Fédération des lieux de musiques actuelles, Pôle régional des musiques actuelles des Pays de la Loire, Réseau aquitain des musiques actuelles, Réseau des musiques actuelles en Île-de-France). Il fut à partir de 2014 membre du conseil d'orientation du Centre national de la chanson, des variétés et du jazz ; il est actuellement membre du conseil scientifique du CNM lab.

### Éditions Mélanie Seteun &Volume!
En 1998, alors qu'il est encore doctorant, il fonde avec Samuel Étienne les Éditions Mélanie Seteun, structure associative consacrée à la publication de travaux universitaires en sciences sociales et humaines traitant des musiques populaires. En 2001, les deux chercheurs créent avec Marie-Pierre Bonniol, la revue Copyright Volume !, pour encourager « des réflexions sérieuses sur les musiques populaires », selon la formule de Simon Frith.

### Fonctions universitaires
Après y avoir été maître de conférences à partir de 2009, il est nommé professeur à l'université Sorbonne-Nouvelle en 2022. Chercheur à l'IRMECCEN (EA 7546), il est directeur de l'Institut de la communication et des médias et directeur adjoint de la spécialité de Master 2 Médias, Genre et Cultural Studies.

## Recherches
Gérôme Guibert a écrit, coécrit et codirigé de nombreux ouvrages, dossiers de revues scientifiques et rapports sur les musiques populaires en France (chanson, variétés, rock, punk, metal, rap). Ses thèmes de prédilection sont l'industrie du live, et de la musique à l'ère numérique, la presse musicale, les scènes et les subcultures musicales (particulièrement le metal et le Hellfest,), la patrimonialisation et l'archéologie médiatique des genres musicaux, et plus généralement la socioéconomie de la production et des pratiques musicales, la dimension culturelle de l'économie et l'économie sociale et solidaire.

## Publications (sélection)

### Ouvrages
- avec Guillaume Heuguet (dir.), Penser les musiques populaires, Paris, Éditions de la Philharmonie de Paris, 2022 : une anthologie de textes fondamentaux partageant une approche "popular music studies"[18],[19].
- avec Catherine Rudent (dir.), Made In France. Studies in Popular Music, Londres & New York, Routledge, 2018 : une anthologie de textes récents de chercheurs travaillant sur les musiques populaires[20].
- avec Franck Rebillard & Fabrice Rochelandet, Médias, culture et numérique. Approches socio-économiques, Paris, Armand Colin, 2016, en ligne[21],[22].
- avec Dominique Sagot-Duvauroux, Musiques actuelles ça part en live. Mutations économiques d'une filière culturelle, Paris, Ministère de la Culture (DEPS)/IRMA, 2013, en ligne[23].
- La Production de la culture. Le cas des musiques amplifiées en France, Saint-Amand-Tallende, Éditions Mélanie Seteun/IRMA, 2006, en ligne : une version remaniée de sa thèse, saluée à sa parution par plusieurs sociologues et chercheurs[24],[25],[26].
- Les Nouveaux courants musicaux. Simples produits des Industries culturelles ?, Nantes, Éditions Mélanie Seteun, 1998.

### Direction de dossiers de revues scientifiques
- avec Catherine Rudent, Romain Piana et Raphaëlle Moine, "Music-hall. La musique en grand spectacle", Volume ! la revue des musiques populaires, vol. 22, n°1, 2025, en ligne.
- avec Martin Lussier, "La musique live en contexte numérique. Captation, diffusion, valorisation, usages", Communiquer : Revue de communication sociale et publique, vol. 35, 2022, en ligne.
- “Paradoxal metal. Entre pratiques ordinaires et représentations transgressives”, Volume ! la revue des musiques populaires, vol. 15, n°2, 2018, en ligne
- avec Guy Bellavance (dir.), “La notion de ‘scène’. Entre sociologie de la culture et sociologie urbaine”, Cahiers de Recherches Sociologiques, vol. 57, 2014, en ligne.
- avec Fabien Hein (dir.), “Les scènes metal”, Volume ! la revue des musiques populaires, vol. 5, no 2, 2006, en ligne.
- avec Emmanuel Parent (dir.), “Sonorités Hip-Hop. Logiques globales et hexagonales”, Volume! la Revue des Musiques Populaires, vol. 3, no 2, 2004, en ligne.